# Emeric Pressburger
Emeric Pressburger, nato Imre József Pressburger (Miskolc, 5 dicembre 1902 – Saxstead, 5 febbraio 1988), è stato un regista, sceneggiatore e produttore cinematografico ungherese, noto soprattutto per la sua lunga collaborazione con il collega inglese Michael Powell.

## Biografia
Dopo varie esperienze come giornalista e scrittore esordì nel mondo del cinema nel 1929, quando, dopo essersi trasferito in Germania iniziò la sua collaborazione, in qualità di soggettista e sceneggiatore con la casa di produzione UFA. In questo periodo scrisse, tra l'altro, la sceneggiatura del primo film di Max Ophüls Dann schon lieber Lebertan (Preferisco l'olio di fegato di merluzzo). A seguito delle leggi razziali si trasferì prima in Francia e poi, nel 1935, in Gran Bretagna, dove venne subito notato dal produttore connazionale Alexander Korda che, nel 1939, lo ingaggia per sceneggiare il film La spia in nero (The Spy in Black) che sarà diretto da Michael Powell. Questo film segnerà così la nascita di una delle più importanti collaborazioni della storia del cinema.
Negli anni della guerra i due realizzeranno una serie di film a tema bellico e dichiaratamente propagandistici: Gli invasori - 49º parallelo (49th Parallel) del 1941 (che otterrà anche finanziamenti pubblici da parte del Ministero dell'Informazione), Volo senza ritorno (One of Our Aircrafts is Missing) del 1942 (che segnerà il debutto di Pressburger come co-regista) e Duello a Berlino (The Life and Death of Colonel Blimp) del 1943 (che sarà però osteggiato dalle autorità per via della storia dell'amicizia fra un ufficiale tedesco e uno inglese). Quest'ultimo film sarà il primo realizzato dalla The Archers, la casa di produzione fondata dagli stessi Powell e Pressburger con cui realizzeranno tutti i loro film successivi.
Dopo Un racconto di Canterbury (A Canterbury Tale) del 1944 e So dove vado (I Know Where I'm Going) del 1945 i due realizzeranno, nel 1946, Scala al paradiso (A Matter of Life and Death) un film ricchissimo di elementi visivi e narrativi di grande impatto ed originalità. Seguiranno altri due film ritenuti oggi tra i più importanti nella storia del cinema inglese: Narciso nero (Black Narcissus) del 1947 e il musical Scarpette rosse (The Red Shoes) del 1948 che sarà anche il maggior successo commerciale del duo.
Negli anni cinquanta realizzeranno La volpe (Gone to Earth) (1950), I racconti di Hoffmann (The Tales of Hoffmann) (1951), La battaglia di Rio della Plata (The Battle of the River Plate) (1956) e Colpo di mano a Creta (Ill Met by Moonlight) (1957), che sarà l'ultimo film co-diretto. I due torneranno a collaborare nel 1966 con They're a Weird Mob e nel 1972 con Il ragazzo che diventò giallo (The Boy Who Turned Yellow) entrambi scritti e prodotti da Pressburger e diretti da Powell.

## Riconoscimenti
- Nel 1943 ha ricevuto il Premio Oscar per il miglior soggetto per il film Gli invasori - 49º parallelo.
- Diversi suoi film sono stati inseriti dal British Film Institute nella lista dei migliori cento film britannici del XX secolo.[1], e precisamente: Scarpette rosse (nono posto), Scala al paradiso (ventesimo posto), Narciso nero (quarantaquattresimo posto), Duello a Berlino (quarantacinquesimo posto).

## Filmografia parziale
- Abschied, regia di Robert Siodmak - sceneggiatore (1930)
- Die große Sehnsucht - sceneggiatore (1930)
- Ronny, regia di Reinhold Schünzel - sceneggiatore (1931)
- Ronny, regia di Roger Le Bon, Reinhold Schünzel - sceneggiatore (1931)
- La terribile armata (Emil und die Detektive), regia di Gerhard Lamprecht - sceneggiatore, non accreditato (1931)
- È meglio l'olio di fegato di merluzzo (Dann schon lieber Lebertran) – soggetto e sceneggiatura (1931)
- Il principe scomparso (Incognito), regia di Kurt Gerron - sceneggiatore (1934)
- Uomini coraggiosi (The Great Barrier), regia di Milton Rosmer - sceneggiatura (1937)
- La spia in nero (The Spy in Black), regia di Michael Powell - sceneggiatore (1939)
- Contrabbando (Contraband) - sceneggiatore (1940)
- Gli invasori - 49º parallelo (49th Parallel) - sceneggiatore (1941)
- Volo senza ritorno (One of Our Aircrafts is Missing) - regista, sceneggiatore, produttore (1942)
- Duello a Berlino (The Life and Death of Colonel Blimp) - regista, sceneggiatore, produttore (1943)
- Il volontario (The Volunteer) - regista, sceneggiatore, produttore (1943)
- Un racconto di Canterbury (A Canterbury Tale) - regista, sceneggiatore, produttore (1944)
- So dove vado (I Know Where I'm Going) - regista, sceneggiatore, produttore (1945)
- Narciso nero (Black Narcissus) - regista, sceneggiatore, produttore (1946)
- Scala al paradiso (A Matter of Life and Death) - regista, sceneggiatore, produttore (1946)
- Scarpette rosse (The Red Shoes) - regista, sceneggiatore, produttore (1948)
- I ragazzi del retrobottega (The Small Back Room) - regista, sceneggiatore, produttore (1949)
- L'inafferrabile Primula Rossa (The Elusive Pimpernel) - regista, sceneggiatore, produttore (1950)
- La volpe (Gone to Earth) - regista, sceneggiatore, produttore (1950)
- I racconti di Hoffmann (The Tales of Hoffmann) - regista, sceneggiatore, produttore (1951)
- Oh... Rosalinda!! (Oh... Rosalinda!!) - regista, sceneggiatore, produttore (1955)
- La battaglia di Rio della Plata (The Battle of the River Plate) - regista, sceneggiatore, produttore (1956)
- Colpo di mano a Creta (I'll Met by Moonlight) (1957) - regista, sceneggiatore, produttore
- Sono strana gente (They're a Weird Mob) (1966) - sceneggiatore, produttore
- Il ragazzo che diventò giallo (The Boy Who Turned Yellow) (1972) - sceneggiatore, produttore